# بلعمة (أحياء)

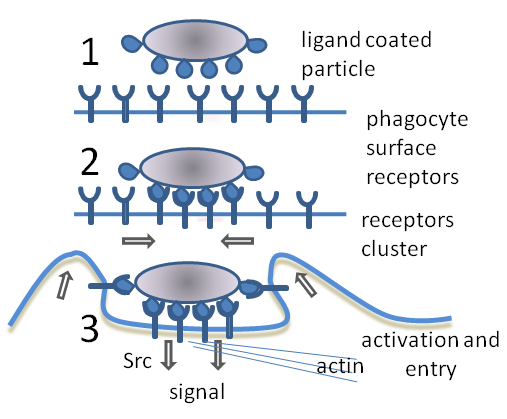
البلعمة في ثلاث خطوات:
1. مستقبلات البلْعمٌ السطحية غير المحدودة لا تؤدي البلعمة.
2. ربط المستقبلات يسبب لهم التعنقد.
3. يتم إطلاق عملية البلعمة ويتم أخذ الجسيمات من قبل البلعم.

البلعمة (بالإنجليزية: Phagocytosis) هي عملية حيوية تتم بواسطة خلايا تسمى بالخلايا البلعمية وهناك أيضا بعض الخلايا البيضاء تقوم بعملية البلعمة مثل الخلايا العدلة. معناها بالعامي اللقم.
تعتبر هذه العملية من الأوليات الدفاعية لجسم الإنسان، وبإمكان هذه الخلايا ابتلاع أي جسم غريب مثل البكتيريا أو الخلايا للميتة. تبدأ العملية بإحاطة الجسم المراد ابتلاعه بالغشاء البلازمي للخلية حتى يتم احاطته بالكامل ويصبح داخل الخلية، ويسمى في هذه الحالة يبلوع أو بالفجوة الغذائية. بعدها تتجه اليحاليل لليبلوع ويتم تحليل وهضم ما بداخله.

## ضمن الجهاز المناعي
البلعمة هي واحدة من آليات الدفاع الرئيسية للمناعة الفطرية. تعد إحدى أول عمليات الاستجابة للعدوى، وواحدة من فروع استجابة الجهاز المناعي التكيفي البدئية. على الرغم من قدرة معظم الخلايا على البلعمة، تقوم بعض الخلايا بها كجزء من وظيفتها الأساسية. تدعى هذه الخلايا بـ«الخلايا البلعمية المتخصصة». تعد عملية البلعمة قديمة من الناحية التطورية، فهي موجودة عند اللافقاريات حتى.

### الخلايا البلعمية المتخصصة
يمكن تصنيف الخلايا المتعادلة، والبلعمات، والوحيدة، والمتغصنة، وناقضة العظم، والحمضية على أنها خلايا بلعمية متخصصة. يكون للخلايا الثلاث الأولى الدور الأكبر في الاستجابة المناعية لعدد كبير من العدوى.
يكون دور الخلايا المتعادلة التجول في مجرى الدم لتتحرك أعداد كبيرة منها بسرعة نحو النسج في حالة العدوى فقط. تملك تأثيرًا مباشرًا مبيدًا للميكروبات في حالة العدوى. بعد القيام بالابتلاع، تكون الخلايا المعتدلة قادرة على القضاء على العوامل الممرضة داخل الخلوية. تبلعم الخلايا المعتدلة بشكل رئيسي عن طريق مستقبلات Fcγ ومستقبلات المتممة 1 و3. يعود تأثير الخلايا المعتدلة المبيد للميكروبات إلى مخزون كبير من جزيئات موجودة في حبيبات مشكلة مسبقًا. تكون الإنزيمات والجزيئات الأخرى المجهزة في الحبيبات هي ببتيدازات، أمثال الكولاجيناز، والغيلاتيناز أو بروتييز السيرين، وميلوبيروكسيداز، ولاكتوفيرين، والبروتينات المضادة الحيوية. تعد عملية زوال الحبيبات هذه إلى الجسم البلعمي، المترافقة مع إنتاج مرتفع لأنواع الأكسجين التفاعلية (هبّة تأكسدية)، مبيدة للميكروبات بشدة.
تغادر الخلايا الوحيدة، والبلعم (البالعات الكبيرة) الناتجة عنها، مجرى الدم لتتنقل عبر الأنسجة. تعتبر هنالك خلايا مستقرة وتشكل حاجزًا راقدًا. تبتدئ البالعات الكبيرة البلعمة عن طريق مستقبلات مانوز، والمستقبلات الكاسحة، ومستقبلات  Fcγ، ومستقبلات المتممة 1 و3 و4. تعيش الخلايا البالعة لفترة طويلة وتستمر بالبلعمة عن طريق تشكيل جسيمات حالة جديدة.
تستقر الخلايا المتغصنة في النسج أيضًا وتبتلع العوامل الممرضة عن طريق عملية البلعمة. لا يكون دورها القضاء على الميكروبات أو تصفيتها، بل تفكيكها لتجلية المستضد إلى خلايا الجهاز المناعي التكيفي.

### المستقبلات البدئية
يمكن تقسيم مستقبلات البلعمة إلى فئتين رئيسيتين تبعًا للجزيئات المتعرف عليها. الأولى هي المستقبلات الأوبسونية (الطهائية)، المعتمدة على الأبسونين. يكون من بينها المستقبلات التي تتعرف على الجزء FC من أضداد الغلوبيولين المناعي جي المرتبط، والمتممة المترسبة أو المستقبلات التي تتعرف على الأوبسونينات (الطاهيات) الأخرى الموجودة من أصل الخلية أو البلازما. تتضمن المستقبلات اللاطهائية مستقبلات من نوع اللكتين، أو مستقبل الديكتين، أو المستقبلات الكاسحة. تتطلب بعض السبل البلعمية إشارة ثانية من مستقبلات تعرّف النمط (بّي بّي أر إس) التي تتفعل عن طريق ارتباطها بالأنماط الجزيئية المصاحبة لمسبب المرض (بّي إيه إم بّي إس)، فتؤدي إلى تفعيل العامل النووي المعزز لسلسلة كابا الخفيفة في الخلايا البائية النشيطة (NF-κB).

## وصلات خارجية
- أنيمي يوضح عملية البلعمة